# Romeo and Juliet (Dire Straits)
Romeo and Juliet è un brano musicale dei Dire Straits, scritto dal chitarrista e cantante Mark Knopfler.
La canzone apparve per la prima volta nell'album Making Movies dell'ottobre 1980. Unitamente alle altre tracce del disco, il pezzo venne registrato nell'estate del 1980 presso i Power Station Studios di New York; fu pubblicato come singolo nel novembre del medesimo anno con Solid Rock come lato B.
Il brano è incluso anche nelle raccolte Money for Nothing (1988), Sultans of Swing (1998) e Private Investigations (2005); distinte interpretazioni dal vivo di Romeo and Juliet compaiono inoltre negli album live Alchemy (1984), On the Night (1993) e Real Live Roadrunning (2006).
Il titolo del brano è un evidente riferimento alla tragedia Romeo e Giulietta di William Shakespeare.

## Significato della canzone
Il tema centrale del brano – diversamente dalla tragedia shakespeariana richiamata nel titolo – è l'amore perduto o non corrisposto. Il protagonista della canzone rappresenta l'archetipo dell'innamorato sincero i cui sentimenti sono stati traditi oppure non vengono ricambiati. Il testo del brano, contraddistinto da una notevole carica poetica, fu ispirato a Mark Knopfler dal fallimento della sua relazione sentimentale con la cantante statunitense Holly Beth Vincent.

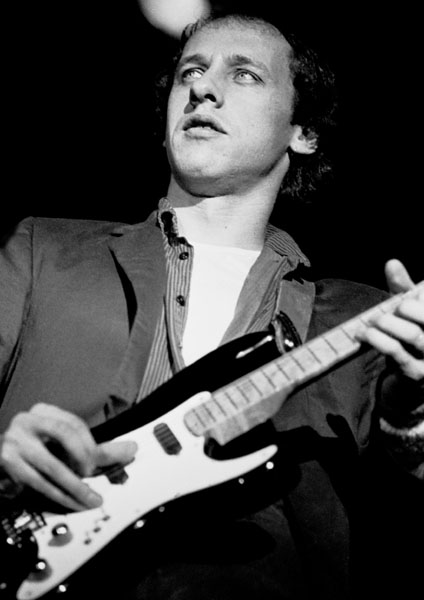
Mark Knopfler in concerto con i Dire Straits il 1º gennaio 1981

La canzone è in gran parte incentrata su di un dialogo estremamente realistico tra un giovane uomo e una giovane donna, chiamati rispettivamente «Romeo» e «Juliet» come i due protagonisti della celeberrima tragedia scritta da William Shakespeare nel 1594-1596.
Il narratore descrive un Romeo «sconvolto dall'amore» mentre si accinge a cantare una malinconica serenata sotto la finestra della ragazza, che lo accoglie ostentando distacco e indifferenza. Il dialogo tra i due giovani si trasforma in un monologo di Romeo, il quale – dopo aver rievocato le promesse che la ragazza non ha mantenuto – richiama alla mente i momenti piacevoli trascorsi con lei, cercando di persuaderla a ricominciare il loro rapporto. Giulietta non dà alcuna risposta e la canzone si conclude con i medesimi versi che il narratore aveva utilizzato per introdurre la vicenda, lasciando quindi intendere come le accorate parole di Romeo non abbiano sortito l'effetto sperato.
Mark Knopfler illustrò brevemente il significato del brano in un programma televisivo trasmesso in occasione della pubblicazione dell'album live On the Night (1993):
Il chitarrista tornò a commentare la genesi della canzone nell'intervista inclusa nell'edizione DVD dell'album Sultans of Swing: The Very Best of Dire Straits, uscita nel 2002:
Il testo di Romeo and Juliet contiene alcuni riferimenti ad altri brani musicali:
- la canzone che Giulietta sta cantando all'arrivo di Romeo è My Boyfriend's Back (1964) del girl group statunitense The Angels;
- la «canzone del film» citata più volte da Romeo è Somewhere del film West Side Story (1961), tratto dall'omonimo musical del 1957, anch'esso ispirato a sua volta a Romeo e Giulietta.

## Struttura del brano

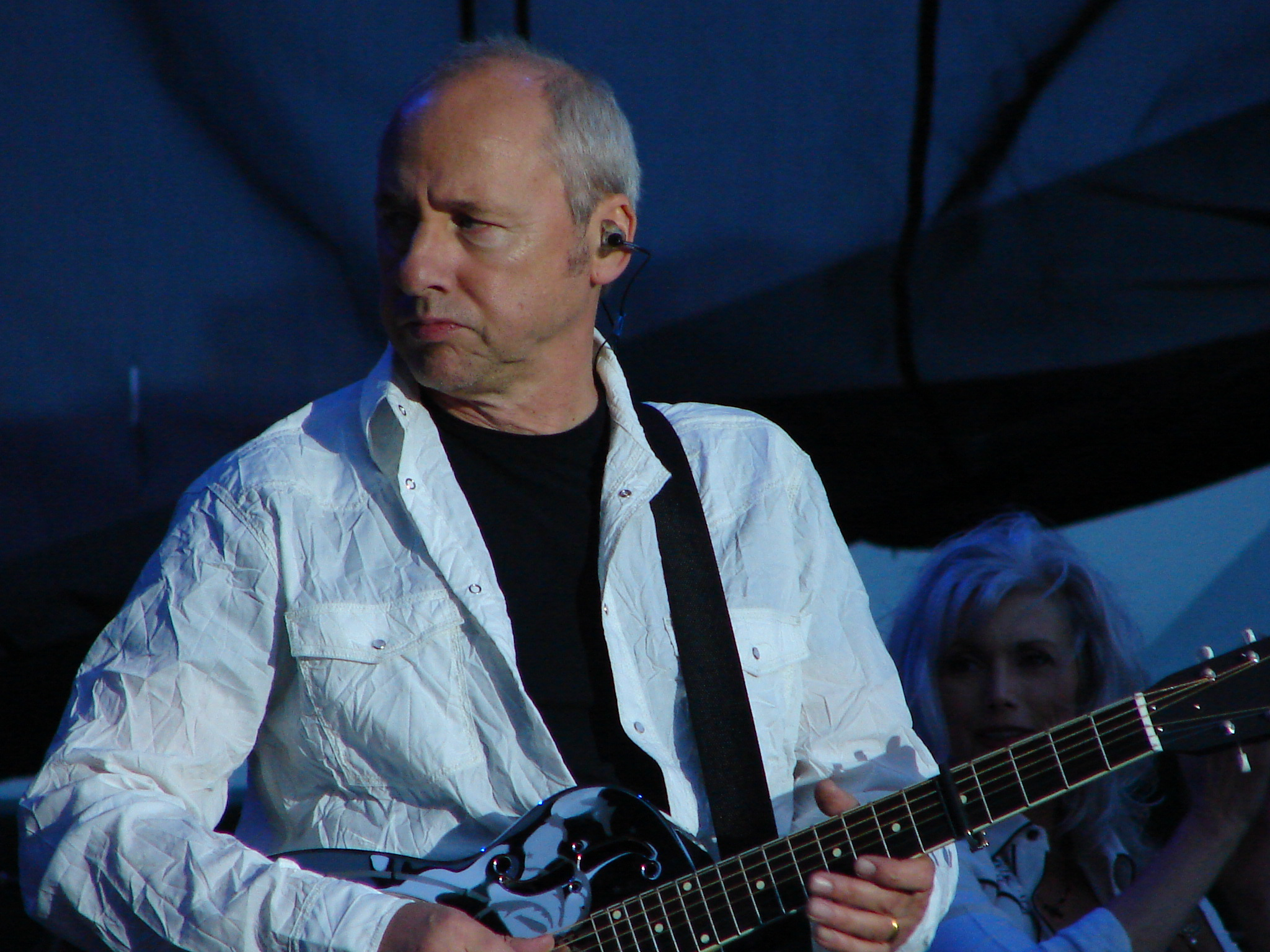
Mark Knopfler in concerto con la chitarra resofonica National Style O-14 Fret del 1937, usata nell'arpeggio di Romeo and Juliet

Il brano si apre con un famoso arpeggio di chitarra resofonica suonato dallo stesso Knopfler; l'accompagnamento strumentale rimane semplice durante le strofe e si trasforma in un arrangiamento rock completo nei ritornelli. Romeo and Juliet presenta molte delle caratteristiche tipiche della ballad della letteratura inglese, come l'essere basata su una sorta di dialogo tra due personaggi, il presentare una struttura metrica regolare (strofe di quattro versi a rima baciata), essere caratterizzata da ripetizioni e dalla presenza di un ritornello e infine essere ricca di assonanze e allitterazioni.

## Esecuzioni dal vivo
Essendo una delle composizioni di Mark Knopfler più amate, Romeo and Juliet è stata una presenza irrinunciabile in tutte le tournée del musicista britannico, sia con i Dire Straits sia nella successiva carriera solista.

## Musicisti e personale tecnico
Di seguito sono elencati i musicisti che hanno partecipato alla registrazione della versione di Romeo and Juliet tratta dall'album Making Movies e il personale tecnico che ha collaborato alla sua realizzazione.

### Dire Straits
- Mark Knopfler – voce, chitarra resofonica e chitarra elettrica
- John Illsley – basso
- Pick Withers – batteria

### Altri musicisti
- Roy Bittan – pianoforte

### Staff tecnico
- Jimmy Iovine e Mark Knopfler – produttori artistici
- Shelly Yakus – tecnico del suono
- Jeff Hendrickson e Jon Mathias – assistenti tecnici
- Greg Calbi – addetto alla masterizzazione

## Classifiche
La tabella riassume i risultati raggiunti dal singolo nelle classifiche di vendita di Irlanda e Regno Unito.
| Paese       | Posizione massima | Settimane in classifica |
| ----------- | ----------------- | ----------------------- |
| Irlanda     | 5ª                | 7                       |
| Regno Unito | 8ª                | 11                      |

## Popolarità

### Cover
Romeo and Juliet è un pezzo molto apprezzato da musicisti e cantautori. Numerosi artisti hanno realizzato cover di Romeo and Juliet:
- le Indigo Girls nell'album Rites of Passage (1992);
- Cliff Eberhardt nell'album Mona Lisa Café (1995);
- Michael Braunfeld nell'album Steel City (1997);
- Edwin McCain nell'album The Austin Sessions (2003);

- Matt Nathanson nell'album At the Point (2006);
- i The Killers nell'album Sawdust (2007);
- Steve Knightley nell'album Cruel River (2007);
- Lisa Mitchell nell'album Like a Version Volume 5 (2009).